# 牛车河镇
牛车河镇，是中华人民共和国湖南省常德市桃源县下辖的一个乡镇级行政单位，镇人民政府驻柿子坪，总面积170.18平方千米，总人口约为1.4万人左右（2017年）。
原為牛車河鄉。2017年2月，牛車河鄉與桃源縣另外4個鄉撤鄉設鎮，但保留各自的行政区域。

## 行政区划
牛车河鎮下辖以下地区：
柿子坪村、毛公坝村、汤家溪村、马路坪村、唐家坪村、北斗溪村、大庄坪村、丁家坪村、殷家桥村、毛坪村、三龙村和三红村。